# SLV
SLV (英語: Satellite Launch Vehicle, ヒンディー語: उपग्रह प्रक्षेपण यान) は、インド初の人工衛星打ち上げロケットである。

## 概要
計画は1970年代初頭に人工衛星打ち上げロケットを開発するためにインド宇宙研究機関が設立された事に遡る。計画のリーダーはアブドゥル・カラーム博士である。
SLV は高度400 キロメートル (km) に到達し、ペイロードは40 キログラム (kg) だった。SLV は4段式で全て固体燃料ロケットである。最初の打ち上げは1979年8月10日、ベンガル湾に面したシュリーハリコータから打ち上げられた。
最後の打ち上げは1983年4月17日で、SLV は後継機である ASLV の元になった。インドはこのロケットの開発、打ち上げによって人材を育成し、宇宙開発の経験を積んだ。当時、工業水準が低く、製造業の裾野の狭いインドにおいて国産ロケットの開発は容易な事ではなかった。

## 各段の詳細
|          | 第1段                | 第2段                | 第3段                | 第4段                |
| -------- | -------------------- | -------------------- | -------------------- | -------------------- |
| エンジン | 固体燃料ロケット 1基 | 固体燃料ロケット 1基 | 固体燃料ロケット 1基 | 固体燃料ロケット 1基 |
| 推力     | 502.6 kN             | 267 kN               | 90.7 kN              | 26.83 kN             |
| 比推力   | 253 秒               | 267 秒               | 277 秒               | 283 秒               |
| 燃焼時間 | 49 秒                | 40 秒                | 45 秒                | 33 秒                |
| 燃料     | 固体燃料             | 固体燃料             | 固体燃料             | 固体燃料             |

## 打ち上げ記録
| バージョン | 打ち上げ日    | 射場               | ペイロード                       | 結果                                                                          |
| ---------- | ------------- | ------------------ | -------------------------------- | ----------------------------------------------------------------------------- |
| 3 E1       | 1979年8月10日 | シュリーハリコータ | Rohini-1A 技術試験 30 kg         | 失敗。弁が故障して軌道を外れてベンガル湾に墜落（打ち上げ317秒後）。開発飛行。 |
| 3 E2       | 1980年7月18日 | シュリーハリコータ | Rohini-1B RS-1 技術試験 35 kg    | 成功。開発飛行。                                                              |
| 3 D3       | 1981年5月31日 | シュリーハリコータ | Rohini D-1 RS-1 技術試験 38 kg   | 部分的失敗。高度が十分でなく人工衛星は9日間だけ周回した。開発飛行。           |
| 3 D4       | 1983年4月17日 | シュリーハリコータ | Rohini D-2 RS-1 技術試験 41.5 kg | 成功。開発飛行。                                                              |